# Campeonato FIBA Américas de 2009
El Campeonato FIBA Américas de 2009 fue la 14.ª edición del campeonato de baloncesto del continente americano y se celebró en San Juan de Puerto Rico (Puerto Rico) entre el 26 de agosto y 6 de septiembre de 2009. Para la participación en el Campeonato Mundial de Baloncesto de 2010, FIBA Américas tenía un total de 4 cupos directos.

## Equipos participantes
En el campeonato participaron 10 equipos. Canadá clasificó automáticamente, cuatro equipos clasificaron a través del Campeonato Sudamericano de 2008, y cinco a través del Centrobasket 2008.
| Grupo A                        | Grupo B              |
| ------------------------------ | -------------------- |
| Canadá                         | Argentina            |
| México                         | Brasil               |
| Puerto Rico                    | República Dominicana |
| Uruguay                        | Panamá               |
| Islas Vírgenes Estadounidenses | Venezuela            |

## Fase preliminar

### Grupo A
| Equipo                         | PJ | G | P | PF  | PC  | Dif | Pts |
| ------------------------------ | -- | - | - | --- | --- | --- | --- |
| Puerto Rico                    | 4  | 4 | 0 | 327 | 264 | +63 | 8   |
| Uruguay                        | 4  | 3 | 1 | 267 | 251 | +16 | 7   |
| Canadá                         | 4  | 2 | 2 | 321 | 268 | +53 | 6   |
| México                         | 4  | 1 | 3 | 235 | 293 | -58 | 5   |
| Islas Vírgenes Estadounidenses | 4  | 0 | 4 | 266 | 340 | –74 | 4   |

Fecha 1
| 26 de agosto, 13:30                   | Islas Vírgenes Estadounidenses        | 62 - 88                               | Uruguay                            |  |
|                                       |                                       |                                       |                                    |  |
| Parciales: 14-22, 15-27, 20-17, 13-22 | Parciales: 14-22, 15-27, 20-17, 13-22 | Parciales: 14-22, 15-27, 20-17, 13-22 | Coliseo Roberto Clemente, San Juan |  |

| 26 de agosto, 21:00                  | México                               | 66 - 81                              | Puerto Rico                        |  |
|                                      |                                      |                                      |                                    |  |
| Parciales: 19-19, 23-19, 9-23, 15-20 | Parciales: 19-19, 23-19, 9-23, 15-20 | Parciales: 19-19, 23-19, 9-23, 15-20 | Coliseo Roberto Clemente, San Juan |  |

Fecha 2
| 27 de agosto, 16:00                 | Canadá                              | 95 - 40                             | México                             |  |
|                                     |                                     |                                     |                                    |  |
| Parciales: 30-13, 19-8, 29-12, 17-7 | Parciales: 30-13, 19-8, 29-12, 17-7 | Parciales: 30-13, 19-8, 29-12, 17-7 | Coliseo Roberto Clemente, San Juan |  |

| 27 de agosto, 21:00                   | Puerto Rico                           | 85 - 64                               | Islas Vírgenes Estadounidenses     |  |
|                                       |                                       |                                       |                                    |  |
| Parciales: 16-21, 22-22, 26-10, 21-21 | Parciales: 16-21, 22-22, 26-10, 21-21 | Parciales: 16-21, 22-22, 26-10, 21-21 | Coliseo Roberto Clemente, San Juan |  |

Fecha 3
| 28 de agosto, 16:00                   | Islas Vírgenes Estadounidenses        | 67 - 87                               | Canadá                             |  |
|                                       |                                       |                                       |                                    |  |
| Parciales: 14-24, 12-20, 22-20, 19-23 | Parciales: 14-24, 12-20, 22-20, 19-23 | Parciales: 14-24, 12-20, 22-20, 19-23 | Coliseo Roberto Clemente, San Juan |  |

| 28 de agosto, 21:00                   | Uruguay                               | 54 - 71                               | Puerto Rico                        |  |
|                                       |                                       |                                       |                                    |  |
| Parciales: 14-14, 14-16, 11-23, 15-18 | Parciales: 14-14, 14-16, 11-23, 15-18 | Parciales: 14-14, 14-16, 11-23, 15-18 | Coliseo Roberto Clemente, San Juan |  |

Fecha 4
| 29 de agosto, 13:30                   | México                                | 80 - 63                               | Islas Vírgenes Estadounidenses     |  |
|                                       |                                       |                                       |                                    |  |
| Parciales: 15-13, 12-19, 26-18, 27-13 | Parciales: 15-13, 12-19, 26-18, 27-13 | Parciales: 15-13, 12-19, 26-18, 27-13 | Coliseo Roberto Clemente, San Juan |  |

| 29 de agosto, 16:00                   | Canadá                                | 69 - 71                               | Uruguay                            |  |
|                                       |                                       |                                       |                                    |  |
| Parciales: 16-25, 15-11, 16-15, 22-20 | Parciales: 16-25, 15-11, 16-15, 22-20 | Parciales: 16-25, 15-11, 16-15, 22-20 | Coliseo Roberto Clemente, San Juan |  |

Fecha 5
| 30 de agosto, 13:30                 | Uruguay                             | 54 - 49                             | México                             |  |
|                                     |                                     |                                     |                                    |  |
| Parciales: 18-10, 8-19, 18-4, 10-16 | Parciales: 18-10, 8-19, 18-4, 10-16 | Parciales: 18-10, 8-19, 18-4, 10-16 | Coliseo Roberto Clemente, San Juan |  |

| 30 de agosto, 21:00                   | Puerto Rico                           | 90 - 70                               | Canadá                             |  |
|                                       |                                       |                                       |                                    |  |
| Parciales: 23-14, 22-16, 20-11, 25-29 | Parciales: 23-14, 22-16, 20-11, 25-29 | Parciales: 23-14, 22-16, 20-11, 25-29 | Coliseo Roberto Clemente, San Juan |  |

### Grupo B
| Equipo               | PJ | G | P | PF  | PC  | Dif | Pts |
| -------------------- | -- | - | - | --- | --- | --- | --- |
| Brasil               | 4  | 4 | 0 | 328 | 266 | +62 | 8   |
| Argentina            | 4  | 2 | 2 | 305 | 303 | +2  | 6   |
| República Dominicana | 4  | 2 | 2 | 333 | 330 | +3  | 6   |
| Panamá               | 4  | 1 | 3 | 286 | 335 | -49 | 5   |
| Venezuela            | 4  | 1 | 3 | 296 | 314 | –18 | 5   |

Fecha 1
| 26 de agosto, 16:00                  | República Dominicana                 | 68 - 81                              | Brasil                             |  |
|                                      |                                      |                                      |                                    |  |
| Parciales: 18-21, 18-17, 25-19, 7-24 | Parciales: 18-21, 18-17, 25-19, 7-24 | Parciales: 18-21, 18-17, 25-19, 7-24 | Coliseo Roberto Clemente, San Juan |  |

| 26 de agosto, 18:30                   | Venezuela                             | 85 - 69                               | Argentina                          |  |
|                                       |                                       |                                       |                                    |  |
| Parciales: 18-16, 21-14, 24-21, 22-18 | Parciales: 18-16, 21-14, 24-21, 22-18 | Parciales: 18-16, 21-14, 24-21, 22-18 | Coliseo Roberto Clemente, San Juan |  |

Fecha 2
| 27 de agosto, 13:30                   | Panamá                                | 87 - 100                              | República Dominicana               |  |
|                                       |                                       |                                       |                                    |  |
| Parciales: 27-25, 23-23, 10-28, 27-24 | Parciales: 27-25, 23-23, 10-28, 27-24 | Parciales: 27-25, 23-23, 10-28, 27-24 | Coliseo Roberto Clemente, San Juan |  |

| 27 de agosto, 18:30                  | Brasil                               | 87 - 67                              | Venezuela                          |  |
|                                      |                                      |                                      |                                    |  |
| Parciales: 18-18, 26-6, 19-19, 24-24 | Parciales: 18-18, 26-6, 19-19, 24-24 | Parciales: 18-18, 26-6, 19-19, 24-24 | Coliseo Roberto Clemente, San Juan |  |

Fecha 3
| 28 de agosto, 13:30                   | Argentina                             | 67 - 76                               | Brasil                             |  |
|                                       |                                       |                                       |                                    |  |
| Parciales: 13-21, 10-16, 23-23, 21-16 | Parciales: 13-21, 10-16, 23-23, 21-16 | Parciales: 13-21, 10-16, 23-23, 21-16 | Coliseo Roberto Clemente, San Juan |  |

| 28 de agosto, 18:30                   | Venezuela                             | 71 - 80                               | Panamá                             |  |
|                                       |                                       |                                       |                                    |  |
| Parciales: 12-22, 14-17, 28-18, 17-23 | Parciales: 12-22, 14-17, 28-18, 17-23 | Parciales: 12-22, 14-17, 28-18, 17-23 | Coliseo Roberto Clemente, San Juan |  |

Fecha 4
| 29 de agosto, 18:30                   | República Dominicana                  | 78 - 73                               | Venezuela                          |  |
|                                       |                                       |                                       |                                    |  |
| Parciales: 21-18, 19-14, 24-14, 14-22 | Parciales: 21-18, 19-14, 24-14, 14-22 | Parciales: 21-18, 19-14, 24-14, 14-22 | Coliseo Roberto Clemente, San Juan |  |

| 29 de agosto, 21:00                  | Panamá                               | 55-80                                | Argentina                          |  |
|                                      |                                      |                                      |                                    |  |
| Parciales: 13-28, 17-20, 19-12, 6-20 | Parciales: 13-28, 17-20, 19-12, 6-20 | Parciales: 13-28, 17-20, 19-12, 6-20 | Coliseo Roberto Clemente, San Juan |  |

Fecha 5
| 30 de agosto, 16:00                   | Brasil                                | 84 - 64                               | Panamá                             |  |
|                                       |                                       |                                       |                                    |  |
| Parciales: 23-17, 19-19, 28-14, 14-14 | Parciales: 23-17, 19-19, 28-14, 14-14 | Parciales: 23-17, 19-19, 28-14, 14-14 | Coliseo Roberto Clemente, San Juan |  |

| 30 de agosto, 18:30                              | Argentina                                        | 89 - 87                                          | República Dominicana               |  |
|                                                  |                                                  |                                                  |                                    |  |
| Parciales: 19-18, 18-25, 22-17, 15-14; TE: 15-13 | Parciales: 19-18, 18-25, 22-17, 15-14; TE: 15-13 | Parciales: 19-18, 18-25, 22-17, 15-14; TE: 15-13 | Coliseo Roberto Clemente, San Juan |  |

## Segunda fase
Los mejores cuatro en cada grupo pasan a la segunda fase donde, todos en un grupo, se cruzan contra los equipos que formaron parte del otro grupo en la ronda preliminar. Los equipos arrastran los resultados de los partidos contra los rivales que ya hayan enfrentado en primera ronda (y hayan clasificado a la segunda ronda). La segunda ronda se jugó del 5 al 8 de septiembre. Los mejores cuatro equipos de esta segunda fase pasaron a la semifinal y se clasificaron directamente al Campeonato Mundial de Turquía 2010
| Equipos              | PJ | G | P | PF  | PC  | Dif  | Pts |
| -------------------- | -- | - | - | --- | --- | ---- | --- |
| Brasil               | 7  | 6 | 1 | 565 | 467 | +98  | 13  |
| Puerto Rico          | 7  | 6 | 1 | 570 | 479 | +91  | 13  |
| Argentina            | 7  | 6 | 1 | 533 | 478 | +55  | 13  |
| Canadá               | 7  | 3 | 4 | 521 | 477 | +44  | 10  |
| República Dominicana | 7  | 3 | 4 | 573 | 569 | +4   | 10  |
| Uruguay              | 7  | 2 | 5 | 458 | 507 | –49  | 9   |
| México               | 7  | 1 | 6 | 428 | 552 | –124 | 8   |
| Panamá               | 7  | 1 | 6 | 472 | 591 | –119 | 8   |

Fecha 6
| 1 de septiembre, 13:30                | Uruguay                               | 74 - 80                               | República Dominicana               |  |
|                                       |                                       |                                       |                                    |  |
| Parciales: 15-14, 25-19, 24-23, 10-24 | Parciales: 15-14, 25-19, 24-23, 10-24 | Parciales: 15-14, 25-19, 24-23, 10-24 | Coliseo Roberto Clemente, San Juan |  |

| 1 de septiembre, 16:00                | Canadá                                | 61 - 92                               | Argentina                          |  |
|                                       |                                       |                                       |                                    |  |
| Parciales: 13-15, 15-21, 10-20, 13-11 | Parciales: 13-15, 15-21, 10-20, 13-11 | Parciales: 13-15, 15-21, 10-20, 13-11 | Coliseo Roberto Clemente, San Juan |  |

| 1 de septiembre, 18:30                | México                                | 51 - 67                               | Brasil                             |  |
|                                       |                                       |                                       |                                    |  |
| Parciales: 17-24, 12-21, 16-24, 16-23 | Parciales: 17-24, 12-21, 16-24, 16-23 | Parciales: 17-24, 12-21, 16-24, 16-23 | Coliseo Roberto Clemente, San Juan |  |

| 1 de septiembre, 21:00                | Puerto Rico                           | 79 - 51                               | Panamá                             |  |
|                                       |                                       |                                       |                                    |  |
| Parciales: 11-13, 23-12, 25-14, 20-12 | Parciales: 11-13, 23-12, 25-14, 20-12 | Parciales: 11-13, 23-12, 25-14, 20-12 | Coliseo Roberto Clemente, San Juan |  |

Fecha 7
| 2 de septiembre, 13:30               | Brasil                               | 68 - 59                              | Canadá                             |  |
|                                      |                                      |                                      |                                    |  |
| Parciales: 18-15, 18-18, 16-17, 16-9 | Parciales: 18-15, 18-18, 16-17, 16-9 | Parciales: 18-15, 18-18, 16-17, 16-9 | Coliseo Roberto Clemente, San Juan |  |

| 2 de septiembre, 16:00                | Panamá                                | 83 - 77                               | Uruguay                            |  |
|                                       |                                       |                                       |                                    |  |
| Parciales: 16-17, 14-21, 28-19, 25-20 | Parciales: 16-17, 14-21, 28-19, 25-20 | Parciales: 16-17, 14-21, 28-19, 25-20 | Coliseo Roberto Clemente, San Juan |  |

| 2 de septiembre, 18:30                | Argentina                             | 77 - 65                               | México                             |  |
|                                       |                                       |                                       |                                    |  |
| Parciales: 17-17, 17-12, 23-18, 20-18 | Parciales: 17-17, 17-12, 23-18, 20-18 | Parciales: 17-17, 17-12, 23-18, 20-18 | Coliseo Roberto Clemente, San Juan |  |

| 2 de septiembre, 21:00                | República Dominicana                  | 76 - 85                               | Puerto Rico                        |  |
|                                       |                                       |                                       |                                    |  |
| Parciales: 13-16, 21-21, 19-21, 23-27 | Parciales: 13-16, 21-21, 19-21, 23-27 | Parciales: 13-16, 21-21, 19-21, 23-27 | Coliseo Roberto Clemente, San Juan |  |

Fecha 8
| 3 de septiembre, 13:00               | Canadá                               | 97 - 65                              | Panamá                             |  |
|                                      |                                      |                                      |                                    |  |
| Parciales: 22-15, 23-9, 26-19, 26-22 | Parciales: 22-15, 23-9, 26-19, 26-22 | Parciales: 22-15, 23-9, 26-19, 26-22 | Coliseo Roberto Clemente, San Juan |  |

| 3 de septiembre, 14:15                | México                                | 73 - 86                               | República Dominicana               |  |
|                                       |                                       |                                       |                                    |  |
| Parciales: 15-22, 18-22, 25-24, 15-18 | Parciales: 15-22, 18-22, 25-24, 15-18 | Parciales: 15-22, 18-22, 25-24, 15-18 | Coliseo Roberto Clemente, San Juan |  |

| 3 de septiembre, 17:30                | Uruguay                               | 62 - 82                               | Brasil                             |  |
|                                       |                                       |                                       |                                    |  |
| Parciales: 14-22, 21-22, 16-18, 11-20 | Parciales: 14-22, 21-22, 16-18, 11-20 | Parciales: 14-22, 21-22, 16-18, 11-20 | Coliseo Roberto Clemente, San Juan |  |

| 3 de septiembre, 19:45                | Puerto Rico                           | 78 - 80                               | Argentina                          |  |
|                                       |                                       |                                       |                                    |  |
| Parciales: 22-14, 15-29, 15-21, 26-16 | Parciales: 22-14, 15-29, 15-21, 26-16 | Parciales: 22-14, 15-29, 15-21, 26-16 | Coliseo Roberto Clemente, San Juan |  |

Fecha 9
| 4 de septiembre, 13:30                | Panamá                                | 67 - 74                               | México                             |  |
|                                       |                                       |                                       |                                    |  |
| Parciales: 18-18, 14-21, 20-19, 15-16 | Parciales: 18-18, 14-21, 20-19, 15-16 | Parciales: 18-18, 14-21, 20-19, 15-16 | Coliseo Roberto Clemente, San Juan |  |

| 4 de septiembre, 16:00               | Argentina                            | 73 - 66                              | Uruguay                            |  |
|                                      |                                      |                                      |                                    |  |
| Parciales: 22-6, 16-17, 21-23, 14-20 | Parciales: 22-6, 16-17, 21-23, 14-20 | Parciales: 22-6, 16-17, 21-23, 14-20 | Coliseo Roberto Clemente, San Juan |  |

| 4 de septiembre, 18:30                | República Dominicana                  | 76 - 80                               | Canadá                             |  |
|                                       |                                       |                                       |                                    |  |
| Parciales: 16-13, 19-17, 21-26, 20-24 | Parciales: 16-13, 19-17, 21-26, 20-24 | Parciales: 16-13, 19-17, 21-26, 20-24 | Coliseo Roberto Clemente, San Juan |  |

| 4 de septiembre, 21:00                | Brasil                                | 82 - 86                               | Puerto Rico                        |  |
|                                       |                                       |                                       |                                    |  |
| Parciales: 20-13, 14-25, 17-29, 31-19 | Parciales: 20-13, 14-25, 17-29, 31-19 | Parciales: 20-13, 14-25, 17-29, 31-19 | Coliseo Roberto Clemente, San Juan |  |

## Ronda final
|  | Semifinales     | Semifinales     |    |                 | Final           | Final |  |
|  |                 |                 |    |                 |                 |       |  |
|  |                 |                 |    |                 |                 |       |  |
|  | 5 de septiembre |                 |    |                 |                 |       |  |
|  | Brasil          | 73              |    |                 |                 |       |  |
|  | Canadá          | 65              |    |                 |                 |       |  |
|  |                 |                 |    |                 |                 |       |  |
|  |                 |                 |    |                 | 6 de septiembre |       |  |
|  |                 |                 |    |                 | Brasil          | 61    |  |
|  |                 | Puerto Rico     | 60 |                 |                 |       |  |
|  |                 |                 |    |                 |                 |       |  |
|  |                 |                 |    |                 |                 |       |  |
|  |                 |                 |    |                 | Tercer lugar    |       |  |
|  | 5 de septiembre | 5 de septiembre |    | 6 de septiembre | 6 de septiembre |       |  |
|  | Puerto Rico     | 85              |    | Argentina       | 88              |       |  |
|  | Argentina       | 80              |    |                 | Canadá          | 73    |  |

### Semifinales
| 5 de septiembre, 18:30                | Brasil                                | 73 - 65                               | Canadá                                                           |  |
| Reporte                               |                                       |                                       |                                                                  |  |
| Parciales: 17-17, 11-10, 26-13, 19-25 | Parciales: 17-17, 11-10, 26-13, 19-25 | Parciales: 17-17, 11-10, 26-13, 19-25 | Coliseo Roberto Clemente, San Juan Asistencia: 6000 espectadores |  |
| Barbosa (22)                          | Pts                                   | (17) Anthony                          | Coliseo Roberto Clemente, San Juan Asistencia: 6000 espectadores |  |
| Varejao (8)                           | Rebs                                  | (8) Anthony                           | Coliseo Roberto Clemente, San Juan Asistencia: 6000 espectadores |  |
| Huertas (8)                           | Asists                                | (4) Kendall                           | Coliseo Roberto Clemente, San Juan Asistencia: 6000 espectadores |  |

| 5 de septiembre, 21:00                | Puerto Rico                           | 85 - 80                               | Argentina                                                         |  |
| Reporte                               |                                       |                                       |                                                                   |  |
| Parciales: 13-20, 21-19, 26-19, 27-20 | Parciales: 13-20, 21-19, 26-19, 27-20 | Parciales: 13-20, 21-19, 26-19, 27-20 | Coliseo Roberto Clemente, San Juan Asistencia: 10000 espectadores |  |
| Arroyo (19)                           | Pts                                   | (31) Scola                            | Coliseo Roberto Clemente, San Juan Asistencia: 10000 espectadores |  |
| Ramos (9)                             | Rebs                                  | (5) Kammerichs                        | Coliseo Roberto Clemente, San Juan Asistencia: 10000 espectadores |  |
| Arroyo (4)                            | Asists                                | (10) Prigioni                         | Coliseo Roberto Clemente, San Juan Asistencia: 10000 espectadores |  |

### Partido por el tercer puesto
| 6 de septiembre, 18:30               | Argentina                            | 88 - 73                              | Canadá                                                           |  |
| Reporte                              |                                      |                                      |                                                                  |  |
| Parciales: 31-8, 18-10, 19-28, 20-27 | Parciales: 31-8, 18-10, 19-28, 20-27 | Parciales: 31-8, 18-10, 19-28, 20-27 | Coliseo Roberto Clemente, San Juan Asistencia: 7000 espectadores |  |
| Scola (27)                           | Pts                                  | (19) Anderson                        | Coliseo Roberto Clemente, San Juan Asistencia: 7000 espectadores |  |
| J. Gutiérrez (6)                     | Rebs                                 | (9) Famutimi                         | Coliseo Roberto Clemente, San Juan Asistencia: 7000 espectadores |  |
| Prigioni (8)                         | Asists                               | (11) Anderson                        | Coliseo Roberto Clemente, San Juan Asistencia: 7000 espectadores |  |

### Final
| 6 de septiembre, 21:00               | Puerto Rico                          | 60 - 61                              | Brasil                                                            |  |
| Reporte                              |                                      |                                      |                                                                   |  |
| Parciales: 13-19, 15-17, 9-14, 23-11 | Parciales: 13-19, 15-17, 9-14, 23-11 | Parciales: 13-19, 15-17, 9-14, 23-11 | Coliseo Roberto Clemente, San Juan Asistencia: 10000 espectadores |  |
| Arroyo (14)                          | Pts                                  | (24) Barbosa                         | Coliseo Roberto Clemente, San Juan Asistencia: 10000 espectadores |  |
| Sanchez (7)                          | Rebs                                 | (9) Splitter                         | Coliseo Roberto Clemente, San Juan Asistencia: 10000 espectadores |  |
| Rivera (4)                           | Asists                               | (4) Splitter                         | Coliseo Roberto Clemente, San Juan Asistencia: 10000 espectadores |  |

Brasil

Campeón

Cuarto título

## Posiciones finales
|    | Equipo                         | PJ | PG | PP |
| -- | ------------------------------ | -- | -- | -- |
| 1  | Brasil                         | 10 | 9  | 1  |
| 2  | Puerto Rico                    | 10 | 8  | 2  |
| 3  | Argentina                      | 10 | 7  | 3  |
| 4  | Canadá                         | 10 | 4  | 6  |
| 5  | República Dominicana           | 8  | 4  | 4  |
| 6  | Uruguay                        | 8  | 3  | 5  |
| 7  | México                         | 8  | 2  | 6  |
| 8  | Panamá                         | 8  | 2  | 6  |
| 9  | Venezuela                      | 4  | 1  | 3  |
| 10 | Islas Vírgenes Estadounidenses | 4  | 0  | 4  |

|  |                                                     |
|  | Clasificado al Campeonato Mundial de Turquía 2010.  |
|  | Clasificado al Campeonato Mundial de Turquía 2010.  |
|  | Clasificado al Campeonato Mundial de Turquía 2010.  |
|  | Clasificados al Campeonato Mundial de Turquía 2010. |